# تریز (دیو)
تَریز برپایهٔ مزدیسنا نام یک دیو از دیوهای کماله آفریده اهریمن می‌باشند. نام تریز همراه با زریر در ادبیات زرتشتی پیوسته با هم می‌آید. تریز دشمن خرداد و زریز دشمن امرداد می‌باشند.

## واژه‌شناسی
تریز در پهلوی tariz و در اوستا -taurvay به معنای تارومارکننده است. زریز نیز در پهلوی zariz و در اوستایی -zairik و معنای زردرنگ می‌دهد.

## منبع
- مهرداد بهار، پژوهشی در اساطیر ایران، چاپ پنجم، پاییز ۱۳۸۴، نشر آگه. شابک ‎۹۶۴−۳۲۹−۰۰۹−۳